# ويليام إل. براون
ويليام إل. براون (بالإنجليزية: William L. Brown)‏ هو مُحرِّر وصحفي وسياسي أمريكي، ولد في 25 ديسمبر 1840، وتوفي في 13 ديسمبر 1906. حزبياً، نشط في الحزب الديمقراطي. وقد انتخب عضو مجلس ولاية نيويورك.